# ComicStudio

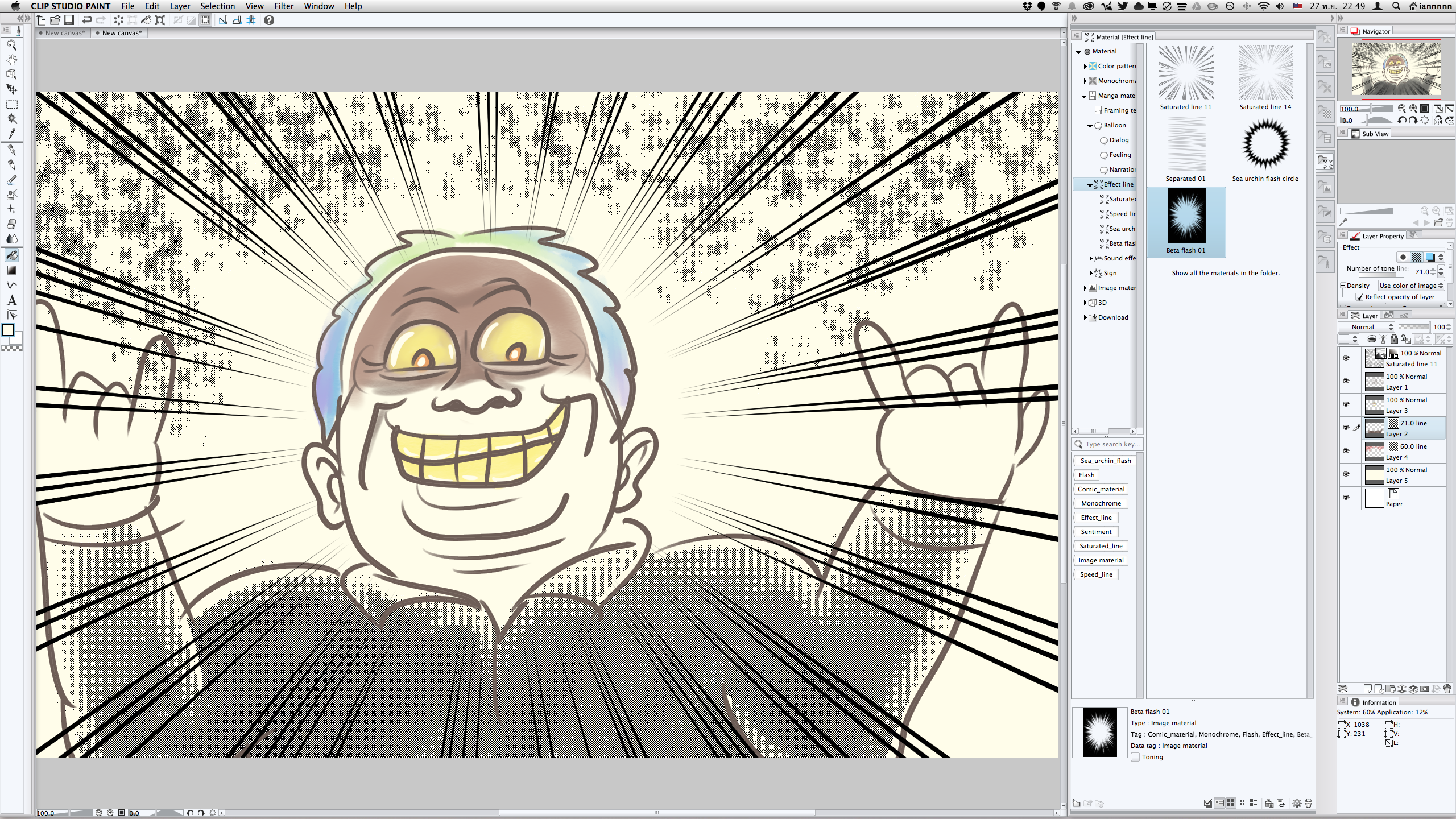

ComicStudio(코믹 스튜디오)는 주식회사 세르시스의 만화 원고 제작 소프트웨어로, 세르시스의 등록상표이다.

## 개요
네임, 펜 터치, 스크린 톤 붙이기, 대사와 말풍선 입력 등, 만화 제작 공정을 디지털 환경에서 재현할 수 있는 것이 특징. 글꼴과 스크린 톤 등의 플러그인도 풍부하게 있다. 펜 태블릿을 사용하여 작업을 진행하는 경우가 많다.
「ComicStudio Ver.3.0 EX」에서는 계단 현상이 일어난 원본 이미지를 재구성하여, 래스터 이미지의 해상도를 높이는 「SHD (슈퍼 하이덴시티) 기술」, 사진이나 이미지 데이터를 선화와 톤으로 자동 변환하는 "2DLT 렌더링 기능", 3D 모델링 데이터를 읽고 선화와 톤으로 자동 변환하는 "3DLT 렌더링 기능" 등이 있다. 제 19회 디지털 콘텐츠 그랑프리에서 경제산업장관상을 수상했다.
버전 1에서 버전 3까지 여러 차례 업데이트 하면서 큰 향상 및 사양 변경이 이루어졌다. 2007년에는 첫 사용자가 클로즈드 베타 테스트를 실시하여, 9월 28일에 Windows용 버전 4를 발매했다. Macintosh 버전은 2008년 9월 26일 발매했다.
또 2005년 12월에는, ComicStudio 3.0이 북미에서 Manga Studio의 이름으로 발매되었다. (판매원은 e frontier의 미국 법인) 2012년까지 북미와 유럽, 오세아니아에서 18만 라이센스가 출하되었다.
2012년 5월 31일에는 ComicStudio와 IllustStudio의 후속 소프트웨어 CLIP STUDIO PAINT PRO가 발매되었고, 12월 20일에는 만화용 기능을 강화한 상위 버전 CLIP STUDIO PAINT EX도 발매되었다. 일본 국외에서는 북미와 유럽에 관해서, 2012년 12월 6일에 MANGA STUDIO 5.0으로서 발매되었다.
ComicStudio의 판매는 2015년 6월 30일에 종료될 예정이다. 지원은 판매 종료 이후에도 당분간 계속될 것이다. (판매 종료 후 발표하는 OS로 작동 확인뿐으로, 결함 발생 시 업데이트되지 않음)

## 릴리스 이력
- 2001년 Ver.1.0 시리즈
- 2002년 Ver.1.5 시리즈
- 2003년 Ver.2.0 시리즈
- 2004년 Ver.3.0 시리즈
- 2007년 Ver.4.0 시리즈

## 같이 보기
- 와콤